# Elezioni regionali in Liguria del 1980
Le elezioni regionali in Liguria del 1980 si tennero l'8-9 giugno.
Nonostante la conferma della vittoria comunista, la svolta centrista dei socialisti portò un ribaltamento della maggioranza a favore del Pentapartito.

## Risultati elettorali
| Liste                                                  | Voti      | %     | Seggi |
| ------------------------------------------------------ | --------- | ----- | ----- |
| Partito Comunista Italiano (PCI)                       | 444.177   | 36,08 | 15    |
| Democrazia Cristiana (DC)                              | 377.955   | 30,70 | 13    |
| Partito Socialista Italiano (PSI)                      | 165.438   | 13,44 | 5     |
| Partito Liberale Italiano (PLI)                        | 55.885    | 4,54  | 2     |
| Partito Socialista Democratico Italiano (PSDI)         | 55.561    | 4,51  | 2     |
| Movimento Sociale Italiano - Destra Nazionale (MSI-DN) | 51.763    | 4,20  | 2     |
| Partito Repubblicano Italiano (PRI)                    | 38.724    | 3,15  | 1     |
| Democrazia Proletaria (DP)                             | 13.919    | 1,13  | -     |
| Partito di Unità Proletaria per il Comunismo (PdUP)    | 11.858    | 0,96  | -     |
| Unione Pensionati e Pensionandi                        | 10.891    | 0,88  | -     |
| Nuova Riviera                                          | 4.197     | 0,34  | -     |
| Lega Comunista Rivoluzionaria                          | 881       | 0,07  | -     |
| Totale                                                 | 1.231.249 |       | 40    |

| Riepilogo dei seggi | Riepilogo dei seggi | Riepilogo dei seggi | Riepilogo dei seggi | Riepilogo dei seggi | Riepilogo dei seggi | Riepilogo dei seggi |
| ------------------- | ------------------- | ------------------- | ------------------- | ------------------- | ------------------- | ------------------- |
|                     |                     |                     |                     |                     |                     |                     |
| PCI                 | 15                  | ▼ 1                 |                     | PSI                 | 5                   | ━                   |
| PSDI                | 2                   | ━                   |                     | PRI                 | 1                   | ━                   |
| DC                  | 13                  | ━                   |                     | PLI                 | 2                   | ▲ 1                 |
| MSI-DN              | 2                   | ━                   |                     |                     |                     |                     |